# Tripodanthus acutifolius
Tripodanthus acutifolius là một loài thực vật có hoa trong họ Loranthaceae. Loài này được (Ruiz & Pav.) Tiegh. miêu tả khoa học đầu tiên năm 1895.